# Isole cosmiche
Isole cosmiche o Isole nel cielo (Islands in the Sky) è un romanzo di fantascienza di Arthur Charles Clarke pubblicato nel 1952. Fa parte delle opere giovanili e meno famose dello scrittore. 
Lo scenario è quello di una umanità che ha costruito tre stazioni spaziali popolate, unite in formazione orbitale triangolare attorno alla Terra. L'opera precorre la nascita delle stazioni spaziali.

## Trama
Roy Malcolm, appassionato di astronautica, vince un viaggio nella cosiddetta "Stazione spaziale Interna" (Inner Space Station). Grazie ad uno spettacolo a quiz nel quale si distingue per la conoscenza dell'esplorazione spaziale. 
Durante il viaggio a bordo del veicolo spaziale, Roy vive il suo sogno di ragazzo, di sperimentare l'assenza di gravità. Giunto a destinazione è accolto dal comandante Doyle e dal suo equipaggio.
Nell'isola spaziale o stazione spaziale o "isola nel cielo Interna" - per chiamarla con il linguaggio che scaturisce dal titolo e dal libro - iniziano avventure e disavventure.

## Edizioni
- Arthur C. Clarke, Islands in the Sky, Sidgwick & Jackson, 1952,  pp. 190 pp.
- Arthur C. Clarke, Isole cosmiche, collana Urania n° 54, Arnoldo Mondadori Editore, 1952.